# ダラーラ・GP2/11
ダラーラ・GP2/11（Dallara GP2/11）は、イタリアのレーシングカーコンストラクター、ダラーラが製作したフォーミュラカーである。2011年から2016年までGP2シリーズ、2017年のFIA F2選手権で使用された。

## 概要
GP2/11はGP2シリーズで使用される車両としては全体で3世代目、FIA F2選手権で使用される車両としては初代であり、同じくダラーラが開発したGP2/08の後継車として、2011年のヤス・マリーナラウンドで導入された。GP2/11は、3年ごとにシャシーをアップグレードするというシリーズの理念に沿って、2013年まで使用される予定であったが、主催者は、カテゴリーのコストを削減するために、さらに3年サイクルで競技を継続することを決定した。GP2/11は、次世代車両が2017年に導入される前の2016年まで使用される予定であったが、2018年まで再び延期された。GP2シリーズとFIA F2選手権はワンメイクであるため、GP2/11はグリッド上のすべてのチームとドライバーによってレースに使用された。
2025年現在、GP2/11は、2011年から2017年まで、GP2シリーズ→FIA F2選手権で最も長く使用されていたシャシーである。

## デザイン

### 歴史

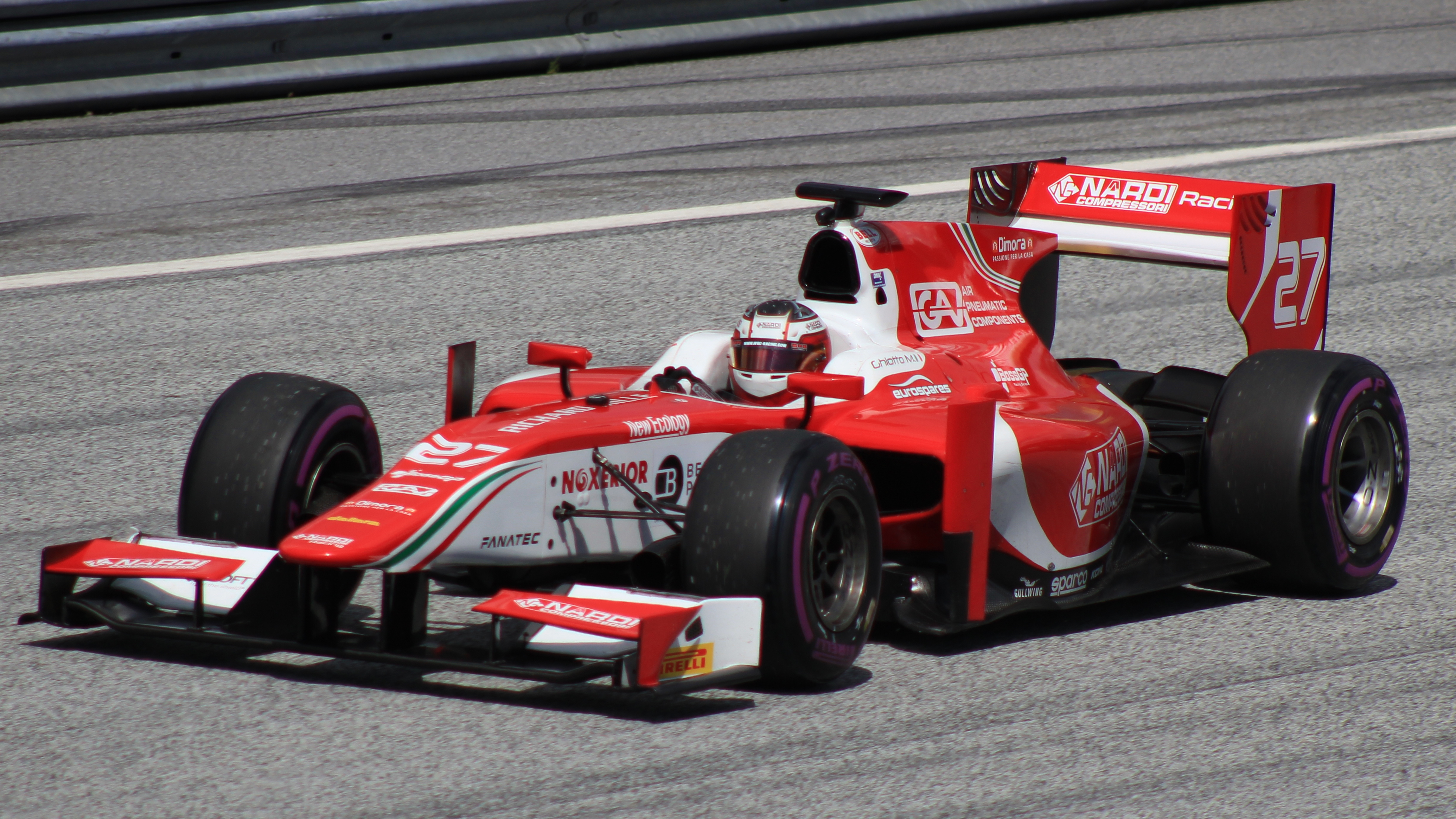
マルコ・ギオットが駆るGP2/11（レッドブル・リンクにて）

GP2/11は、2009年のF1の空力ベースラインをベースにしており、より狭く高いリアウイング、より幅の広いフロントウイングを採用し、ウイングレットを廃止している。ダラーラは2009年後半にGP2/11シャーシの開発、設計、製造を開始した。最初のシャーシは2010年7月に組み立てられ、2010年9月9日に完成した。2011年にGP2/08に代わり、GP2/11が採用された。
GP2/11は、その外観と、以前の車両に比べてオーバーテイクがはるかに困難であったという事実により、以前のシャシーパッケージほど一般的には好評ではなかった。これに対抗するため、2015年にDRSが導入された。この車両に対するもう一つの批判は、GP2/F2レベルで複数年の経験を持つドライバーに有利だったということだった。この結果、GP2/11の使用期間中にGP2またはF2のいずれかでルーキーがドライバーズタイトルを獲得したのは1回だけで、2017年にFIA F2でシャルル・ルクレールがタイトルを獲得するまでの2011年から2016年の間でルーキーがタイトルを獲得することはなかった。
2017年のFIA F2アブダビラウンドおよびアブダビ・ポストシーズンテスト終了後、シャシーとエンジンは競技から引退し、2018年からダラーラ・F2 2018に置き換えられた。GP2/11は現在もBOSS GPおよびMAXX・フォーミュラ・チャンピオンシップで定期的にレースに参戦しており、GP2の前身となる2つのマシンとも競い合っているという。

### エンジンパッケージ
エンジンはメカクロームが開発した4.0 L (244 cu in) 自然吸気V8エンジンを使用しているが、排気システムは後部側で2つの出口を結合するように変更された。

### タイヤ
ピレリは、2011年から2017年まで、GP2アジアシリーズ、GP2シリーズ、そしてFIA F2選手権の公式タイヤパートナー兼サプライヤーとなった。タイヤのサイズとレイアウトは2011年から2016年のF1で使用したデザインと同じで、従来の13インチホイールリムが採用された。